# 西宮戎駅
西宮戎駅（にしのみやえびすえき）
- 兵庫県西宮市にある阪神本線西宮駅の通称。西宮神社で十日戎の祭事がある際、同駅がその最寄り駅であることを強調するため、このように駅名案内などで呼ばれることがある。
- かつて、西宮市の阪神国道線上にあった電停の名称。
- かつて、西宮市の阪急神戸本線上にあった臨時駅の名称。

本項目では、2・3番めについて記述する。

## 阪神国道線西宮戎駅
阪神国道線の西宮戎電停は、その名の通り国道2号（阪神国道）上を走る同線が西宮神社に最も近接する場所に設けられた。場所は西宮郵便局のすぐ近くで、阪神本線西宮駅の最寄り駅としても機能した。
国道線の電停全てに共通することであるが、安全地帯や盛土といったものは存在せず、直接道路より乗降を行うようになっていた。
廃止後に国道線の代替として機能する阪神バス尼崎芦屋線・西宮神戸線に同名のバス停が存在し、前者についてはここで阪神本線への乗換が案内される。

### 沿革
- 1927年（昭和2年）7月1日 阪神国道電軌の西野田（後に野田） - 神戸東口（後に東神戸）間開業に伴い開設。
- 1974年（昭和49年）3月17日 国道線の上甲子園 - 西灘間廃止により廃駅。

### 隣駅
阪神電気鉄道
国道線
西宮札場筋駅 - 西宮戎駅 - 西宮西口駅

## 阪急神戸本線西宮戎駅
阪急神戸本線の西宮戎駅（正式名称:西宮戎仮停留場）は、1920年に同線が開業したのち、1934年から設置され戦中頃まで西宮北口駅 - 夙川駅間に開設された臨時駅である。元日から十日戎の祭事が終わる11日頃まで開設された。これは、阪神電気鉄道がそれまで輸送を独占していた西宮神社参拝客のほか、廣田神社への参拝客を阪急へ誘致するためのものであった。駅は井桁で組んだ簡素なものであったという。
しかし、これに対して阪神電気鉄道は当然ながら快く思わず、当時同社が阪神地域における電力供給事業を行っていたことを利用し、臨時駅から西宮神社に至る参道の街灯を停電させるという、陰湿な妨害工作も行ったといわれている。
なお停車列車は普通に限られ、優等列車である特急は停車しなかった。運賃計算上は夙川駅と同一扱いとみなされ、また初乗り（1区間）乗車券以外であれば途中下車も認めていた。営業時間は十日戎のある9日から11日は終日、1日から8日は始発から夜までとされた。
現在では臨時駅を設けることはなくなり、さらに、毎年1月9日 - 11日の間のみ、西宮北口駅（以前はJR西宮駅・阪急伊丹駅・川西バスターミナル）から阪急バスによる臨時直行バスが西宮神社（国道43号上の臨時バス停）まで運行されていたが、2019年からは西宮北口駅からの臨時バスも休止となった。

### 隣駅
阪神急行電鉄
神戸本線
特急
通過
普通
西宮北口駅 - 西宮戎駅 - 夙川駅